# Български наименования в Антарктика Ю
А | Б | В | Г | Д | Е | Ж | З | И | Й | К | Л | М | Н | О | П | Р | С | Т | У | Ф | Х | Ц | Ч | Ш | Щ | Ъ | Ю | Я
| наименование | вид на обекта | местоположение    | координати                                                          |
| ------------ | ------------- | ----------------- | ------------------------------------------------------------------- |
| Южен Бърдик  | връх          | остров Ливингстън | 62°38′36″ ю. ш. 60°15′33″ з. д. / 62.643333° ю. ш. 60.259167° з. д. |
| Юндола       | морски залив  | остров Робърт     | 62°20′22″ ю. ш. 59°35′00″ з. д. / 62.339444° ю. ш. 59.583333° з. д. |